# Guido Stampacchia
Guido Stampacchia (Napoli, 26 marzo 1922 – Parigi, 27 aprile 1978) è stato un matematico italiano.

## Biografia
Dopo gli studi classici al Liceo Ginnasio Giambattista Vico di Napoli, iniziò gli studi universitari alla Scuola Normale Superiore di Pisa, e li completò all'Università di Napoli, dove, per conto dell'Università di Pisa (e sotto la guida di Leonida Tonelli), conseguì la laurea in matematica nel 1944, allievo di Carlo Miranda e Renato Caccioppoli, discutendo una tesi sui problemi al limite di equazioni differenziali ordinarie nella quale presentava un adattamento del procedimento di approssimazione di Tonelli per le equazioni integrali di Volterra.
È conosciuto per gli importanti contributi alla teoria delle equazioni differenziali alle derivate parziali (in particolari, quelle ellittiche) e al calcolo delle variazioni. Insieme a Gaetano Fichera, fu il "padre fondatore" del campo di ricerca detto delle disuguaglianze variazionali, nel quale i due matematici, peraltro, partivano da motivazioni di ricerca diverse: questioni legate alla teoria del potenziale per Stampacchia, un problema di elasticità lineare con vincoli unilaterali, cioè con condizioni al contorno ambigue (il cosiddetto problema di Signorini) per Fichera.
Diede inoltre notevoli contributi all'analisi funzionale dove, in particolare, riveste grande importanza un suo teorema sugli spazi di Hilbert, di cui il lemma di Lax-Milgram è un corollario.
Grazie a lui, si poté stabilire uno stretto e fruttuoso rapporto di collaborazione tra la scuola matematica italiana e quella francese. Tra i suoi estimatori e collaboratori figurano grandi nomi quali Haïm Brezis, che fu suo allievo, e Serge Lang.
Morì improvvisamente a Parigi nel 1978, in seguito a un infarto miocardico.

## Riconoscimenti
Nel maggio 1966, mentre era visiting professor all'Università di Chicago, ricevette la notizia del conferimento del premio Feltrinelli dell'Accademia nazionale dei Lincei per la matematica, meccanica e applicazioni, per la "vasta e multiforme produzione scientifica", "l'importanza dei risultati" e "l'elevata posizione che questi gli hanno valso in campo internazionale": sul suo nome, suggerito da Giovanni Sansone, era caduta la scelta di una commissione composta, oltre che da Sansone stesso, da Beniamino Segre, Mauro Picone, Enrico Pistolesi, Alessandro Terracini, Bruno Finzi.
Fu presidente dell'Unione Matematica Italiana dal 1968 al 1974. Fu inoltre direttore dell'Istituto per le Applicazioni del Calcolo del Consiglio Nazionale delle Ricerche dal dicembre 1968 al 1971, quando fu sfiduciato dal Comitato Nazionale per la Matematica del CNR.  Fu socio corrispondente dell'Accademia nazionale dei Lincei dal 1968.
Alla sua memoria è dedicata la Medaglia Stampacchia, riconoscimento dedicato a giovani matematici distintisi nel calcolo delle variazioni. Porta il suo nome la scuola di matematica del Centro di Cultura Scientifica Ettore Majorana di Erice.
I testi da lui scritti, alcuni assieme ai colleghi Livio Piccinini, Giovanni Vidossich e Jaurès Cecconi, sono ancora oggi adottati da molte facoltà di scienze e ingegneria per gli esami di analisi matematica.

## Opere
- Metodi matematici della fisica, appunti del corso di fisica matematica tenuto nell'A.A. 1965/'66, Stampe del Dipartimento di Matematica dell'Università di Pisa, Pisa, 1966 (di complessive pp. 137).
- con Sergio Campanato, Sulle maggiorazioni in Lp nella teoria delle equazioni ellittiche, Bollettino dell'Unione Matematica Italiana, Bologna, Zanichelli, 1965.
- Équations elliptiques du second ordre à coefficients discontinus, Presses de l'université de Montréal, 1966
- con Jaurès Cecconi, Lezioni di analisi matematica, I: Funzioni di una variabile, Napoli: Liguori editore, 1974, ISBN 88-207-0127-8
- con Jaurès Cecconi, Lezioni di analisi matematica, II: Funzioni di più variabili, Napoli: Liguori, 1980, ISBN 88-207-1022-6
- con Jaurès Cecconi e Livio Clemente Piccinini, Esercizi e problemi di analisi matematica, Napoli: Liguori, 1996, ISBN 88-207-0744-6, ISBN 978-88-207-0744-6
- con Livio C. Piccinini e Giovanni Vidossich, Equazioni differenziali ordinarie in Rn,  Liguori, 1978
  - Ordinary Differential Equations in Rn, Springer Verlag, New York, 1983
- con David Kinderlehrer, An introduction to variational inequalities and their applications, Academic Press, New York, 1980 ISBN 0-12-407350-6
  - Ristampa: Society for Industrial and Applied Mathematics (SIAM), 2000 ISBN 978-0-89871-466-1 (DOI: 10.1137/1.9780898719451.fm)